# マーシャル 法廷を変えた男
『マーシャル 法廷を変えた男』（マーシャル ほうていをかえたおとこ、Marshall）は、2017年のアメリカ合衆国の伝記映画。監督はレジナルド・ハドリン、主演はチャドウィック・ボーズマンが務めた。
1967年にアフリカ系アメリカ人として史上初めて合衆国最高裁判所の判事に任命されたサーグッド・マーシャルの若き日の弁護士時代を描いている。
本作の主題歌「Stand Up for Something」は第90回アカデミー賞の歌曲賞にノミネートされた。
日本では劇場公開されなかったが、Amazonで配信された。

## ストーリー
1940年。全米黒人地位向上協会（NAACP）の弁護士として活動していたサーグッド・マーシャルは人種差別が原因で不当に告訴された人々を救うべく、全米を飛び回っている。ある日、ニューヨークにある事務所に帰ってきたマーシャルは、弁護の依頼を受けてすぐにコネティカット州へと向かう。運転手として働いていたジョゼフ・スペルは雇い主の白人女性であるエレノア・ストルービングからレイプ容疑で告発され、その一件は新聞の紙面を賑わせるほどの注目を集めていた。マーシャルはジョゼフの無実を証明するために法廷に立つこととなる。ブリッジポートに到着したマーシャルは、現地のユダヤ人弁護士であるサム・フリードマンに協力してもらう。
黒人であるマーシャルが被告側の弁護士を務めることに関して難癖が付き、彼は裁判中の発言権を取り上げられてしまう。やむを得ず、フリードマンが彼の代わりにスペルの主任弁護士を務めることとなる。マーシャルはメモ書きを通してフリードマンに的確な指示を出していく。
スペルはマーシャルに「私はストルービングさんに性的な行為をしたことはありません」「事件が起きた日の夜、私が車を運転していると、パトロール中の警官に呼び止められました」と語る。マーシャルとフリードマンは「レイプされた後、スペルの手で自動車の後部座席に縛り付けられた」というストルービングの証言の真偽を検証するために、ストルービングが川へと突き落とされた橋を実際に訪れる。現場を見た2人はストルービングの証言に不可解な点を発見する。その頃、スペルは被害者側から和解を持ちかけられていた。和解しようとしたスペルだったが、マーシャルから「無実なのに和解する必要はない」と言われ何とか思いとどまる。しかし、「法廷の場で、ストルービングの爪の間と傷口から皮膚片が発見された」という医者の証言があり、一気に旗色が悪くなった。マーシャルとフリードマンがスペルを問い詰めたところ、彼は嘘をついていたことを認める。
進退窮まったスペルは証言台で真実を語り始める。

## キャスト
※括弧内は日本語吹替（Netflix配信）
- サーグッド・マーシャル: チャドウィック・ボーズマン（田村真[5]） - アフリカ系の弁護士。ニューヨークに事務所を構えている。
- サム・フリードマン: ジョシュ・ギャッド（かぬか光明[6]） - 地元のユダヤ人弁護士。マーシャルの相棒になる。
- エレノア（エリー）・ストルービング: ケイト・ハドソン - レイプ被害を告発した白人女性。
- ローリン・ウィリス: ダン・スティーヴンス - 検事。
- カール・フォスター判事: ジェームズ・クロムウェル（ボルケーノ太田[7]） - ウィリスの父親と懇意。
- ジョゼフ・スペル: スターリング・K・ブラウン - エレノアからレイプ容疑で告発されたアフリカ系の運転手。
- ヴィヴィアン・“バスター”・バーレイ: キーシャ・シャープ（英語版） - マーシャルの妻。
- アーウィン・フリードマン: ジョン・マガロ（岩城泰司[8]）
- ウォルター・ホワイト（英語版）: ロジャー・グーンヴァー・スミス（英語版）
- リッチモンド夫人: アーナ・オライリー
- ジョン・ストルービング: ジェレミー・ボブ
- タッド・ランカスター: デリック・バスキン（英語版）
- セイヤー医師: ジェフリー・デマン（宮崎敦吉）
- ミントンズの歌手: アンドラ・デイ（英語版）
- ジェン: ソフィア・ブッシュ
- ラングストン・ヒューズ: ジャシー・スモレット - マーシャルの友人の作家。
- ゾラ・ニール・ハーストン: レゾンダ・“チリ”・トーマス - マーシャルの友人の作家。
- バーサ・ランカスター: バレット・ドス
- アイリーン・ランカスター: Zanete Shadwick
- バーク警部: ブレンダン・バーク
- ステラ・フリードマン: マリーナ・スコーシアーティ

## 製作
2015年12月中旬、本作の主要撮影がロサンゼルスで始まった。2016年1月上旬にはバッファローに移って撮影が続行されることとなった。

## 公開・興行収入
2017年9月20日、サーグッドの母校であるハワード大学で本作がプレミア上映された。
本作は『ハッピー・デス・デイ』、『ザ・フォーリナー/復讐者』、『ワンダー・ウーマンとマーストン教授の秘密』と同じ週に公開され、公開初週末に300万ドルから400万ドルを稼ぎだすと予想されていた。2017年10月13日、本作は全米821館で封切られ、公開初週末に300万ドルを稼ぎ出し、週末興行収入ランキング初登場11位となった。

## 評価
本作は批評家から高く評価されている。映画批評集積サイトのRotten Tomatoesには124件のレビューがあり、批評家支持率は83%、平均点は10点満点で6.7点となっている。サイト側による批評家の見解の要約は「『マーシャル 法廷を変えた男』は実在の人物の初期のキャリアに焦点を当てている。それは啓発的であり、上質な演技に支えられたものである。また、昔ながらの法廷ドラマとしても娯楽性があって面白い。」となっている。また、Metacriticには33件のレビューがあり、加重平均値は66/100となっている。
『ローリング・ストーン』のピーター・トラヴァースは本作に4つ星評価で3つ星を与え、「ボーズマンの鮮烈な演技のお陰で、『マーシャル 法廷を変えた男』は偉人の若い頃の感動的な1ページを見せてくれる。」と述べている。